# Dólar fiyiano

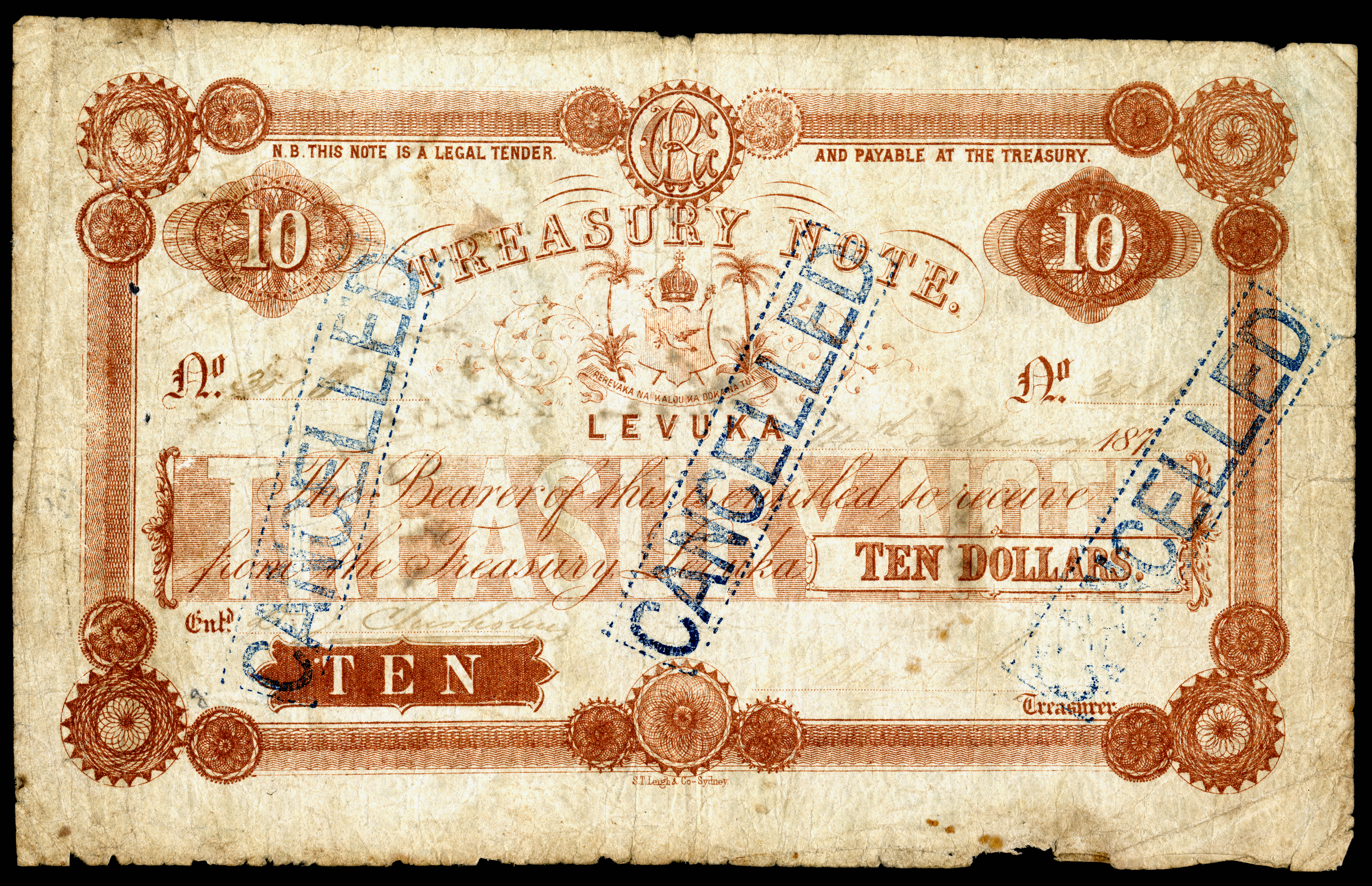
Billete de 10 dólares fiyianos.

El dólar fiyiano (ISO 4217 FJD) es la moneda de Fiyi. Normalmente se abrevia con el signo del dólar, $, o incluso FJ$, para distinguirlo de otras monedas llamadas también dólar. También se utilizó el dólar en Fiyi de 1867 a 1873. El dólar fiyiano se divide en 100 centavos y circula desde 1969, cuando reemplazó a la libra.

## Monedas
En el año 1969, se acuñaron las primeras monedas de esta unidad monetaria con valores de 1, 5, 10 y 20 centavos, seis años más tarde fue puesta en circulación la moneda de 50 centavos. Las monedas del dólar fijiano poseían los mismos materiales y dimensiones que las del dólar australiano. Las numismas de 1 y 2 centavos fueron acuñadas en bronce, mientras que las de 5, 10, 20 y 50 centavos se las elaboró en cuproníquel. Hacia 1990 se cambiaron los materiales de las monedas, pasando a ser de zinc revestido en cobre las monedas de 1 y 2 centavos y de acero revestido en níquel las piezas con los valores restantes. En 1995 se pusieron en circulación las monedas de 1 dólar, siendo acuñadas en bronce de aluminio.
En 2009 fueron quitadas de circulación las dos monedas de menor denominación y las piezas de 5, 10, 20 y 50 centavos comenzaron a acuñarse en dimensiones más pequeñas.
En 2013, se renovó enteramente la serie de monedas circulantes, agregándose además al cono monetario la moneda de 2 dólares. Las mismas tienen en su anverso como motivo la fauna de las islas en reemplazo del busto de la reina Isabel II.

## Billetes

### SigloXIX
En 1867 el gobierno de las islas emitió billetes con denominación de 1 dólar. Con posterioridad, precisamente entre 1971 y 1973, se ordenó la impresión de más papel moneda en valores de 5, 10, 25 y 50 dólares. Durante el mismo período de tiempo antes mencionado, el rey Seru Epenisa Cakobau ordenó que se emitieran billetes de 12½, 25 y 100 centavos.

### Series a partir de 1969
El 15 de enero de 1969 fueron puestos en vigencia billetes de 50 centavos, 1, 2, 10 y 20 dólares. Un año después se agregó a la familia de billetes el de 5 dólares.
En 1974 la Autoridad Monetaria Central se hizo cargo de la emisión de papel moneda y continuó imprimiendo los mismos billetes con la excepción del de 50 centavos, que fueron reemplazados el 3 de marzo de 1975 por monedas con idéntica denominación. Lo mismo sucedió con el billete de 1 dólar en 1995. En 1996 se comenzaron a imprimir billetes de 50 dólares. El 10 de abril de 2007 comenzó a circular un nuevo billete de 100 dólares. 
En 2012 se ordenó la impresión de una nueva familia de billetes. Los mismos, se caracterizan por haber reemplazado el busto de la reina Isabel II. Los motivos de esta nueva serie de papel moneda son la flora, la fauna y la cultura de los nativos de Fiyi.
Después de que la selección masculina de rugby 7 de Fiyi lograra la medalla de oro en los Juegos Olímpicos de Río de Janeiro 2016, siendo la primera medalla que el país oceánico ha logrado en unos Juegos Olímpicos, se mandó hacer un billete conmemorativo de 7 dólares en referencia al equipo de rugby 7.
En este billete, de alto prestigio entre los numismáticos y notafílicos, se aprecia a un jugador de la selección de rugby 7 de Fiyi corriendo mientras se aprecia la bandera del país ondeando. Abajo a la izquierda se aprecia a un hombre sentado en una playa.
Por la parte de atrás se muestra a la selección en una foto de grupo tras recibir sus medallas de oro. 
Actualmente circulan billetes con los siguientes valores:
- $5
- $7
- $10
- $20
- $50
- $100[8]